# Eloeophila dietziana
Eloeophila dietziana is een tweevleugelige uit de familie steltmuggen (Limoniidae). De soort komt voor in het Palearctisch gebied.